# Åke Wihtol
Åke Rudolf Wihtol, född 24 februari 1924 i Helsingfors, död där 7 oktober 2002, var en finländsk diplomat.
Wihtol blev diplomekonom 1950 och juris kandidat 1959. Han anställdes 1957 vid Utrikesministeriet, var 1972–1975 chef för avdelningen för utvecklingssamarbete och 1981–1985 understatssekreterare för handelspolitiska frågor samt 1985–1991 statssekreterare. Han verkade 1968–1971 som ambassadör i Tokyo och Manila och 1975–1981 i Bryssel och Luxemburg.
Wihtol gjorde sig under ett stort antal handelsunderhandlingar känd som en skicklig förhandlare. Han utgav 1999 minnen från diplomatlivet under titeln Diplomaatti, minäkö?.